# Bétérou
Bétérou ist ein Arrondissement im Departement Borgou in Benin. Es ist eine Verwaltungseinheit, die der Gerichtsbarkeit der Kommune Tchaourou untersteht. Gemäß der Volkszählung von 2013 hatte Bétérou 34.905 Einwohner, davon waren 17.694 männlich und 17.211 weiblich.
Im Ort endet die Nationalstraße RN5.